# Doris Gutsmiedl-Schümann

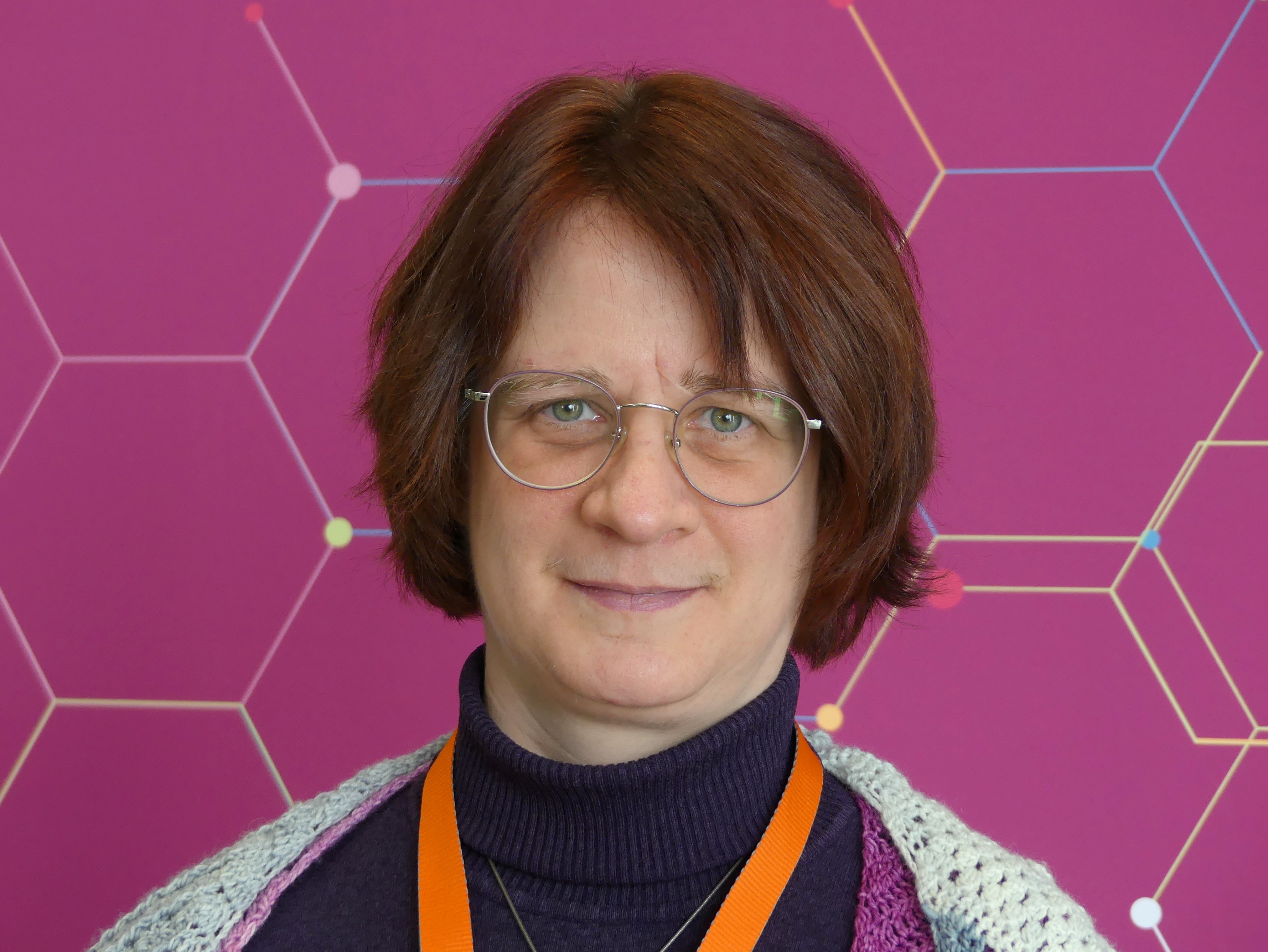
Doris Gutsmiedl-Schümann 2025

Doris Gutsmiedl-Schümann (* 1976 als Doris Gutsmiedl) ist eine deutsche Prähistorikerin.

## Leben und Leistungen
Doris Gutsmiedl-Schümann besuchte die Grund- und Hauptschule in Hohenbrunn und Riemerling. Anschließend bezog sie das Gymnasium in Ottobrunn, welches sie 1996 mit dem Abitur abschloss. Danach begann sie ein Studium der Vor- und Frühgeschichtlichen Archäologie, der Vorderasiatischen Archäologie, Völkerkunde, Vegetationsgeschichte und der Informatik mit einem Schwerpunkt auf Datenbanken und Datenbanksystemen an der Universität München. Schon während des Studiums arbeitete sie an verschiedenen Ausgrabungen im süddeutschen Raum mit und war als studentische Hilfskraft am Bayerischen Landesamt für Denkmalpflege sowie beim Ausstellungsdienst des Deutschen Museums München beschäftigt. 2002 schloss sie ihr das Studium mit dem Magister-Abschluss ab, Thema der Abschlussarbeit war Die Frauengräber mit Bügelfibeln aus dem frühmittelalterlichen Gräberfeld von Aschheim.
Kurz darauf begann Gutsmiedl-Schümann mit dem bis 2008 dauernden und seit 2005 vom Cusanuswerk geförderten Promotionsstudium an der Universität München sowie der Universität Bonn. 2002 bis 2004 absolvierte sie eine berufsbegleitende Weiterbildung in Museumsmanagement an der FernUniversität Hagen. Von 2003 bis 2006 war sie im Rahmen des Projektes Ökosystem, Sozialstruktur und Wirtschaftsweise im mittelalterlichen Altbaiern Wissenschaftliche Hilfskraft am Institut für Vor- und Frühgeschichtliche Archäologie der Universität München, wobei sie für den Entwurf, den Aufbau und die Programmierung sowie die Pflege der Funddatenbanken zuständig war. Von 2004 bis 2006 war sie zudem Leiterin der Geschichtlich-heimatkundlichen Sammlung in Aschheim. 2008 wurde Gutsmiedl-Schümann Lehrbeauftragte und Wissenschaftliche Mitarbeiterin in der Abteilung Vor- und Frühgeschichtliche Archäologie der Universität Bonn. Die Promotion wurde im Juli 2010 abgeschlossen mit einer Dissertation zum Thema Das frühmittelalterliche Gräberfeld von Aschheim-Bajuwarenring, Lkr. München. Studien zu Chronologie, Bestattungssitten, Alters- und Sozialstruktur eines merowingerzeitlichen Ortsgräberfelds der Münchner Schotterebene.
2010 verbrachte Gutsmiedl-Schümann als Inhaberin des Yggdrasil-Forschungsstipendiums mehrere Monate am kulturhistorischen Museum der Universität Bergen in Norwegen. Hier forschte sie zum Thema Archaeology of Female Lifeworlds of Western Scandinavia in the Context of Continental Relations from the Roman to the Migration Period (Archäologie weiblicher Lebenswelten Westskandinaviens im Kontext kontinentaler Beziehungen von der Römer- bis zur Völkerwanderungszeit). Daran schloss sich bis 2011 ein Forschungsstipendium der Fritz Thyssen Stiftung an, durch das sie in Bonn zum Thema Rollenvorstellungen und Lebenswelten von Männern und Frauen in der jüngeren Römischen Kaiserzeit und Völkerwanderungszeit Westskandinaviens nach archäologischen Zeugnissen forschen konnte. Von 2011 bis 2016 war Gutsmiedl-Schümann als Wissenschaftliche Mitarbeiterin und Studiengangsmanagerin für die archäologischen Bachelor- und Masterstudiengänge am Institut für Archäologie und Kulturanthropologie der Universität Bonn angestellt, anschließend bis 2019 zunächst als Wissenschaftliche Mitarbeiterin und ab Oktober 2017 als Gastdozentin in Vertretung einer Gastprofessur am Institut für Prähistorische Archäologie der Freien Universität Berlin. 2015 begann sie ein berufsbegleitendes Studium zum Master of Higher Education am Hamburger Zentrum für universitäres Lehren und Lernen der Universität Hamburg, das sie 2017 abschloss. Ihre Masterarbeit verfasste sie zum Thema Gender und Diversity in Bachelorstudiengängen der Prähistorischen Archäologie an deutschen Universitäten.
Im Juli 2018 habilitierte sich Gutsmiedl-Schümann in Berlin mit einer Arbeit zum Thema Studien zu Lebenswelten der Spätantike und des Frühmittelalters. Eine vergleichende sozialarchäologische Betrachtung von Grab- und Siedlungsfunden aus Westskandinavien und der Münchner Schotterebene. Den Habilitationsvortrag hielt sie zum Thema Die Pest in diachroner und interdisziplinärer Perspektive. Anschließend war sie dort 2019 zunächst Gastprofessorin, seit 2020 Privatdozentin. Ebenfalls noch 2020 vertrat sie die Professur für Vor- und Frühgeschichtliche Archäologie in Bonn, im Wintersemester 2020/21 die Professur für Archäologie des Mittelalters und der Neuzeit an der Universität Halle-Wittenberg. Noch Ende 2020 begann sie mit einem weiteren berufsbegleitendes Fernstudium im Studiengang „Autor werden“ mit dem Schwerpunkt auf Fach- und Sachbuchpublikation an der Freien Journalistenschule Berlin. 2021 folgten Lehraufträge in Bonn, an der Universität Lüneburg sowie der Universität Hamburg. Im Wintersemester 2021/22 vertrat Gutsmiedl-Schümann erneut eine Professur an der FU Berlin. Erstmals im September 2021 und danach seit April 2022 ist sie Wissenschaftliche Mitarbeiterin im Projekt Akteurinnen archäologischer Forschung zwischen Geistes- und Naturwissenschaften: Im Feld, im Labor, am Schreibtisch (AktArcha) am Historischen Institut der Universität der Bundeswehr München.
Neben den grabungsarchäologischen Themenbereichen, etwa dem frühmittelalterlichen Gräberfeld von Aschheim-Bajuwarenring oder sozialarchäologischen Untersuchungen an frühmittelalterlichen Gräbern der Münchner Schotterebene liegt das Hauptinteresse Gutsmiedl-Schümanns bei Fragen, die mit Diversität und vor allem Geschlechterforschung zu tun haben. Das betrifft einerseits die Untersuchung archäologischer, aber auch fachhistorischer Fragen, wie auch Fragen der zukünftigen Ausrichtung und Gestaltung des Faches. Zudem beschäftigt sie sich mit der Darstellung archäologischer Fragestellungen im schulischen Geschichtsunterricht.

## Funktionen und Mitgliedschaften
Von 2006 bis 2012 war Gutsmiedl-Schümann Mitglied im Arbeitskreis Archäologie in Schule und Bildung der Deutschen Gesellschaft für Ur- und Frühgeschichte (DGUF), von 2010 bis 2013 als dessen Sprecherin. 2017 wurde sie Mitglied in der entsprechenden Arbeitsgruppe im Deutschen Verband für Archäologie (DVA). Seit 2001 ist sie Mitglied im Netzwerk archäologisch arbeitender Frauen (FemArc), von 2004 bis 2007 war sie Teil des Vorstandes und von 2005 bis 2022 Mitherausgeberin der FemArc Edition und damit mitverantwortlich für die Herausgabe von Frauen – Forschung – Archäologie. Seit Anfang 2009 ist Gutsmiedl-Schümann zudem Mitglied in der European Association of Archaeologists (EAA) und seit Herbst 2009 Mitglied der EAA-Arbeitsgruppe Archaeology and Gender in Europe. Seit 2017 ist sie Mitglied der Arbeitsgemeinschaft Wissen Schafft Karriere der DGUF, seit 2023 ist im Hauptausschuss des Deutschen Archäologenverbandes (DArV).

## Publikationen
Neben den aufgeführten Monografien und Herausgeberschaften hat Doris Gutsmiedl-Schümann (Stand Ende 2023) etwa 80 Aufsätze, Artikel, Miszellen und Rezensionen veröffentlicht. Darüber hinaus mehrere Artikel im Online-Lexikon des Bibliographischen Instituts und der F. A. Brockhaus sowie diverse Beiträge in ihrem eigenen Wissenschaftsblog sowie dem Blog der AktArcha.
Monografien
- Das frühmittelalterliche Gräberfeld Aschheim-Bajuwarenrin (= Materialhefte zur bayerischen Vorgeschichte. Reihe A: Fundinventare und Ausgrabungsbefunde. Band 94). Lassleben, Kallmünz 2010, ISBN 978-3-7847-5094-1.

Herausgeberschaften
- mit Peter Degenkolb, Silviane Scharl, Mriram Sénécheau und Stefan Suhrbier: Literaturempfehlungen zur Archäologie. Fachliteratur, Sachbücher, Kinder- und Jugendliteratur (= Archäologische Berichte. Band 21). 2. überarbeitete Auflage, Habelt, Bonn 2012, ISBN 978-3-7749-3461-0.
- mit Jana Esther Fries: Ausgräberinnen, Forscherinnen, Pionierinnen. Ausgewählte Porträts früher Archäologinnen im Kontext ihrer Zeit (= Frauen – Forschung – Archäologie. Band 10). Waxmann, Münster 2013, ISBN 978-3-8309-2872-0.
- mit Liv Helga Dommasnes und Alf Tore Hommeda: The farm as a social arena. Waxmann, Münster 2016, ISBN 978-3-8309-3552-0.
- mit Jana Esther Fries, Jo Zalea Matias und Ulrike Rambuscheck: Images of the Past. Gender and its Representations (= Frauen – Forschung – Archäologie. Band 12). Waxmann, Münster 2017, ISBN 978-3-8309-3709-8.
- mit Michaela Helmbrecht, Johanna Kranzbühler: Feministische Perspektiven auf Gender und Archäologie. Beiträge der Tagung zum 25-jährigen Bestehen von FemArc (= Frauen – Forschung – Archäologie. Band 14). Waxmann, Münster 2021, ISBN 978-3-8309-4340-2.
- mit Sophie Friederike Heisig: Bildliche Repräsentationen der Vergangenheit=Bilder der Vergangenheit? Kritische Reflexionen prähistorischer Lebensbilder (= Universitätsforschungen zur prähistorischen Archäologie. Band 375). Habelt, Bonn 2022, ISBN 978-3-7749-4333-9.

## Belege
1. ↑  AktArcha. Abgerufen am 17. Dezember 2023.

| Personendaten    | Personendaten                                   |
| ---------------- | ----------------------------------------------- |
| NAME             | Gutsmiedl-Schümann, Doris                       |
| ALTERNATIVNAMEN  | Gutsmiedl, Doris (Geburtsname)                  |
| KURZBESCHREIBUNG | deutsche Ur- und Frühgeschichtliche Archäologin |
| GEBURTSDATUM     | 1976                                            |